# Giuseppe Bottai
Giuseppe Bottai (Roma, 3 settembre 1895 – Roma, 9 gennaio 1959) è stato un politico, militare e giornalista italiano.
Fu governatore di Roma, governatore di Addis Abeba, ministro delle corporazioni e ministro dell'educazione nazionale.

## Biografia
Giuseppe Bottai nacque a Roma nel 1895. Il padre, Luigi Bottai, toscano di Monsummano, ateo e repubblicano, era commerciante in vini; la madre, Elena Cortesia, di origini liguri. Conseguita la maturità al Liceo Tasso, si iscrisse alla Facoltà di Giurisprudenza della Sapienza - Università di Roma, interrompendo gli studi in seguito allo scoppio della prima guerra mondiale e all'arruolamento volontario, come soldato semplice prima e poi come ufficiale degli arditi presso il XXVII reparto d'assalto. In seguito al ferimento fu decorato con medaglia di bronzo al valor militare.

### Appartenenza massonica e fede cattolica
Fece parte della Serenissima Gran Loggia di Rito scozzese antico ed accettato. Suo padre apparteneva a una corrente filosofica agnostica, atea e repubblicana, ma in realtà egli non era intimamente massone e se ne allontanò. Giuseppe Bottai, pertanto, fu battezzato segretamente da una balia e riuscì a fare la Prima Comunione solo da adulto. Contrariato dalla filosofia anticlericale del padre, si avvicinò gradualmente al cattolicesimo; maturò, a seguito della débâcle politico-militare dell'Italia e del fascismo, una convinta e definitiva conversione alla fede cattolica, che non ostentò mai, come egli stesso scrisse nel suo "Diario". 
Nel dopoguerra, tornato in Italia, ritrovò vecchie e vere amicizie, tra le quali don Giuseppe De Luca, consigliere assai stimato di Giovanni XXIII: il sacerdote lo invitava spesso a colazione e lo faceva incontrare con personalità di quel periodo. Quando Bottai morì, sulla sua salma pregava il cardinale Giuseppe Pizzardo.

### Adesione al fascismo
Nel 1919, al termine del primo conflitto mondiale, Bottai, già attivo nel movimento futurista, incontrò Benito Mussolini e collaborò alla fondazione dei Fasci italiani di combattimento di Roma. Nel 1921, dopo la laurea in Giurisprudenza, divenne direttore della redazione romana de Il Popolo d'Italia. Nello stesso anno pubblicò la silloge Non c'è un paese, dove raccoglieva le poesie da lui scritte negli anni precedenti, di tono crepuscolare e futurista. Con Ulisse Igliori e Gino Calza-Bini, fu uno dei capi dello squadrismo romano: peraltro, fu tra i pochissimi fascisti di primo piano che nell'estate del 1921 si pronunciarono a favore del "patto di pacificazione" stipulato da Mussolini con i socialisti e destinato a divenire di lì a poco lettera morta proprio per l'opposizione della compagine intransigente delle squadre d'azione. Si unì anche brevemente ai legionari di D'Annunzio nell'impresa di Fiume.

### Carriera politica e ministeriale
Nel 1921 fu eletto, nelle file del Partito Nazionale Fascista, alla Camera dei deputati, da cui decadde nel 1922 a causa della troppo giovane età. Il 28 ottobre di quello stesso anno partecipò alla marcia su Roma. Nel 1923 fondò la rivista quindicinale Critica fascista, apprezzata da Benito Mussolini, che era consapevole che il partito doveva cambiare sotto certi aspetti, e che ammirava molto il pensiero di Bottai. Rieletto nel 1924 alla Camera, vi sedette ininterrottamente (dal 1939 Camera dei fasci e delle corporazioni) fino al 1943.
Dal 1926 al 1929 fu sottosegretario al Ministero delle corporazioni, di cui assunse la titolarità nel 1929, subentrando allo stesso Mussolini e restando ministro fino al 1932.
In questo periodo emanò la Carta del Lavoro e ottenne la cattedra di diritto corporativo all'Università La Sapienza di Roma. Nel 1932 Mussolini decise di estrometterlo dalla carica di ministro delle Corporazioni, facendogli assumere dal 1932 al 1935 la presidenza dell'Istituto Nazionale per la previdenza sociale. Dal 1935 fu governatore di Roma e, nel maggio del 1936, fu per poco meno di un mese anche governatore di Addis Abeba.

#### Guerra in Africa orientale e Ministero

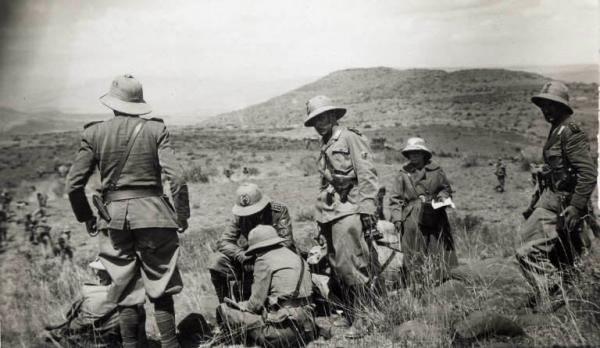
Giuseppe Bottai durante la battaglia dell'Amba Aradam

Nel 1935, quando ricopriva la carica di governatore di Roma, Bottai partì volontario in Africa orientale con la divisione Sila, con il grado di maggiore di fanteria. Entrato in Addis Abeba il 5 maggio 1936, con la colonna del Maresciallo Badoglio, ne fu nominato in quello stesso giorno governatore, a simboleggiare l'unione ideale tra la capitale del Regno e la nuova capitale dell'impero. Non era ancora stata istituita la carica di Governatore generale dell'Africa Orientale Italiana e Viceré d'Etiopia, così che non le detenne ufficialmente. Il 27 maggio lasciò la carica ad Alfredo Siniscalchi e tornò in Italia per dedicarsi alla riforma scolastica.
Al rientro in Italia fu difatti nominato ministro dell'educazione nazionale, incarico che lascerà nel febbraio del 1943. Frutto di quest'ultima esperienza furono le leggi Bottai, che avranno una durata prolungata, pluridecennale (sia pure con alcuni adeguamenti costituzionali, dopo il 1948): la legge nº 1089 sul patrimonio storico-artistico e la nº 1497 sulle bellezze naturali. Bottai, con il quale collaborarono due giovani storici dell'arte di formazione crociana, Giulio Carlo Argan e Cesare Brandi, incaricò una commissione di giuristi con lo scopo di "riadattare quelle solide leggi prefasciste, perlopiù giolittiane, rendendole assai più centraliste senza però stravolgerle".
Oltre a redigere la Carta della Scuola, Bottai volle che artisti di chiara fama potessero accedere alle cattedre universitarie, anche senza laurea e senza concorso. Molti personaggi ne usufruirono, tra i quali Quasimodo, Guttuso, Pratolini, Ungaretti, Carrà, Morandi, Casorati.
Non esistendo ancora il Ministero per i beni culturali, Bottai dovette dedicarsi anche a quello che definì «il più glorioso patrimonio artistico moderno». Tra il maggio e il luglio 1939 fece approvare quattro importanti leggi: una, volta al potenziamento dell'attività scientifica delle Soprintendenze, ne aumentava il numero da ventotto a cinquantotto, migliorandone la distribuzione e le competenze; la seconda regolava con norme severe le esportazioni, le riproduzioni e le espropriazioni delle cose di interesse artistico; la terza riguardava la difesa delle bellezze naturali con un ordinamento rigoroso e innovativo, tanto che alcune disposizioni sono rimaste ancora in vigore dopo più di ottant'anni; la quarta creava l'Istituto centrale per il restauro, il primo nel mondo basato su criteri assolutamente scientifici.
Gli esponenti più conservatori del fascismo attaccarono duramente Bottai, infastiditi dallo stile poco enfatico e poco solenne degli artisti che egli ospitava nel Premio Bergamo, concorso di pittura creato da lui esplicitamente con l'intento di contrapporsi al Premio Cremona che, ideato da Roberto Farinacci con la collaborazione di Ugo Ojetti, promuoveva un'estetica iper-realista ispirata dall'idea dello strapaese e dalla glorificazione del Regime. Oggi c'è scarso ricordo dei pittori che parteciparono al Premio Cremona e molte delle tele da loro dipinte sono andate disperse, mentre a Bergamo furono premiati artisti del calibro di De Pisis, Mafai, Guttuso.

### Le leggi razziali
Nel 1938 fu tra i firmatari del Manifesto della razza, prodromo alla promulgazione delle leggi razziali dello stesso anno, nella quale Bottai si dimostrò animato "da un accanimento persecutorio maggiore di quello del duce". Nel Diario di Ciano del 6 ottobre 1938 si legge: «Gran Consiglio. Problema degli ebrei. Parlano in favore Balbo, De Bono e Federzoni. Gli altri, contro. Soprattutto Bottai che mi sorprende per la sua intransigenza. Si oppone a qualsiasi attenuazione dei provvedimenti.» Come ministro dell'educazione nazionale, infatti, Bottai sancì, nell'autunno del 1938, la puntuale applicazione nella scuola italiana delle leggi razziali, con la conseguente espulsione degli studenti e dei professori ebrei.

### Abbandono del regime
Insieme ad altri 19 gerarchi, Bottai aderì all'Ordine del giorno Grandi, una mozione che metteva in minoranza Benito Mussolini (25 luglio 1943). A causa dell'adesione a tale mozione, egli fu condannato a morte in contumacia al processo di Verona, nel 1944, da un Tribunale della neo-costituita Repubblica Sociale Italiana, assieme a Galeazzo Ciano, Dino Grandi (contumace), Emilio De Bono e altri. Dopo la destituzione di Mussolini visse per alcuni mesi nascosto in un convento di Roma.
Nel suo libro Vent'anni ed un giorno, in merito all'Ordine del giorno Grandi, scrisse: "In un giorno solo assieme a Grandi provammo a porre rimedio a tutte le malefatte del regime post 1936. In un giorno solo provammo a rimediare al tradimento fatto dal Fascismo dopo il 1936 rispetto agli ideali rivoluzionario-sociali che spinsero tutti noi nel Fascismo degli anni '20".

### L'esperienza nella Legione straniera e il dopoguerra
Nel  giugno 1944 fuggi in aereo da Roma  occupata dagli Alleati con la complicità dei servizi segreti francesi del capitano Serge Parisot  e riparò in Algeria ove si arruolò, con il consenso delle autorità politiche francesi, sotto il nome di Andrea Battaglia, nella Legione straniera francese a Sidi Bel Abbes. Esentato dalla formazione militare di base, dato che era conosciuto ai suoi superiori il suo passato militare nel Regio esercito italiano, fu destinato immediatamente ai reparti operativi. Soprannominato il "Professeur", nelle file della Legione combatterà contro i tedeschi inquadrato nel 1° Reggimento di Cavalleria con il grado di brigadier chef, dallo sbarco in Provenza fin nel cuore della Germania, dal  settembre 1944 fino al maggio 1945. Difatti ai primi di settembre del 1944 il 1° REC sbarcò sulla spiaggia di Saint Raphael in Provenza iniziando una marcia sostenuta verso il confine tedesco varcandolo  dopo la liberazione di Colmar il 27 gennaio 1945 e impegnandosi in violenti combattimenti a Karlsruhe, Pforzheim e Stoccarda. Il reparto concluse la guerra il 7 maggio oltre il confine austriaco, sotto le balze del Vorarlberg. Terminato il conflitto, Bottai ritornò in Africa, dove la Legione lo inviò prima a Sidi Bel Abbes, la casa madre del Corpo, poi a Saida e ad Arzew.  Diffusasi la notizia in Italia del suo arruolamento nella Legione,  i superiori gli ricambiarono il nome in Andres Georges Jacquier mentre la notizia dell’assoluzione dai reati di complicità  con il fascismo in Italia, gli giunse mentre era in un villaggio marocchino di confine, Oujda, dove era stato assegnato come bibliotecario. Nella Legione rimase fino al 1948 e fu congedato con il grado di sergente. Racchiuse le sue esperienze nel libro Legione è mio nome, pubblicato a Milano nel 1950. In merito alla decisione di arruolarsi con la Legione Straniera scrisse: "Parto per espiare le mie colpe di non avere saputo fermare in tempo la degenerazione fascista".  
Nel 1947 venne amnistiato per le imputazioni post-belliche connesse alla partecipazione avuta nella costituzione del regime fascista e che gli erano costate una condanna all'ergastolo, mentre la condanna a morte di Verona era divenuta ovviamente nulla con la dissoluzione della Repubblica Sociale Italiana.
Tornato in Italia, dal 1951 per un certo periodo diresse dietro le quinte Il Popolo di Roma, quotidiano finanziato da Vittorio Cini per fiancheggiare il centrismo DC. Nel 1953 fondò la rivista quindicinale di critica politica ABC, di cui sarà direttore fino alla morte.
Morì a Roma il 9 gennaio 1959 a 63 anni. Ai suoi affollati funerali a Roma era presente, tra le numerose autorità, il ministro della Pubblica Istruzione allora in carica, Aldo Moro, amico di famiglia poiché suo padre, Renato, era stato tra i collaboratori di Bottai al ministero.
Bruno Bottai (Roma, 10 luglio 1930 - 2 novembre 2014), uno dei tre figli di Giuseppe Bottai, nel 1954 intraprese la carriera diplomatica. Sarà ambasciatore a Londra e presso la Santa Sede, segretario generale del Ministero degli Esteri e, fino alla morte, presidente della Società Dante Alighieri.

## Posizione ideologica
Pur nella sua posizione di gerarca, Bottai fu sempre critico nei confronti di alcuni aspetti del regime, come il cieco conformismo dottrinario e la censura. Per Bottai il fascismo doveva trasformare lo Stato e la società italiana grazie alla sua carica sociale e modernizzatrice: ciò ebbe un riflesso nella disciplina dei rapporti di lavoro e nella politica culturale del ventennio.
Di fatto, con una qualche propria originalità dottrinaria Bottai espose, nel corso degli anni '20 dalle colonne della sua rivista, Critica Fascista, il suo concetto di "rivoluzione fascista", da lui intesa come radicale superamento dello Stato liberale, verso un Regime organico, in sostanza affatto totalitario ma non "antimoderno": tendenza allora in contrasto, a livello di dialettica ma anche di prassi,  con quella di cui si era fatto banditore Curzio Malaparte: interlocutore privilegiato del fascismo "selvaggio" – valorizzatore dello squadrismo, che Bottai rinnega – proprio di un Mino Maccari, con il quale Malaparte solidarizza, per alcuni anni, assieme a Leo Longanesi, fondando con loro il movimento di Strapaese. Bottai diverrà invece uno dei più persuasi promotori del corporativismo: ciò che, molti anni dopo, il sociologo Camillo Pellizzi, già collaboratore de "Il Selvaggio" e "L'Italiano", definirà come "una rivoluzione mancata"; ai fatti, le singole corporazioni, per la determinazione di reali novità di formazione sociale, non ottennero alcuna autonomia, rispetto all'ordine di potere statale scandito dal Partito fascista con la sua totalitaria ideologia di dominio. 
La dottrina del corporativismo e la Carta del Lavoro, base della futura teoria della socializzazione dell'economia elaborata da Nicola Bombacci e altri nella RSI, furono esempi fondamentali dell'ideologia di Bottai e del suo operato.
Nel 1931 Bottai progettava di fare delle strutture universitarie pisane il polo nazionale del corporativismo attraverso l'attivazione del Collegio Mussolini e del Collegio Nazionale Medico, annessi alla Scuola Normale Superiore e oggi confluiti nella Scuola Superiore Sant'Anna.
Sotto il profilo culturale, la Carta della Scuola è la sintesi del suo pensiero.

A esso si ricollega sia il suo operato come ministro - risale al 1940 la riforma del sistema scolastico del Regno d'Italia, nota come Riforma Bottai - sia la sua attività editoriale, culminata nella fondazione della rivista quindicinale Primato.
Sempre aperto al dialogo con i giovani intellettuali "in odor di fronda", che esercitavano cioè un'opposizione al regime e che trovarono sulle pagine di Primato uno spazio di espressione e di dibattito, Bottai è noto per essere stato un fascista atipico (o «un fascista critico»): anche se non apertamente, sulla sua Rivista Critica Fascista, criticava la censura e il conformismo fascista.
Uno dei suoi intenti fu sempre quello di cercare di attirare i giovani al fascismo. Scriveva su Critica Fascista: "I giovani devono contestare tutto, devono distruggere per poi ricostruire tutto. Poco importa se tutto rimane come prima, soffocare quindi questa eversione dei giovani è impossibile. Bisogna quindi sapere cogliere il meglio da queste avanguardie culturali giovanili".
La dialettica e la critica al fascismo normalizzato in regime con una carica rivoluzionaria minore delle origini, doveva venire dall'interno del fascismo stesso, rendendo essenziale l'apporto di giovani e intellettuali.
Per Bottai la rivoluzione fascista era incompiuta e il fascismo doveva restare "rivoluzione permanente".

## Opere
- Mussolini costruttore d'impero, Mantova, Edizioni Paladino, 1927.
- Incontri, Roma, Libreria del Littorio, 1930; Milano, Arnoldo Mondadori Editore, 1938; II ed., 1943.
- Fascismo e capitalismo, Roma, Edizioni di Critica fascista, 1931.
- Le corporazioni, Milano, Mondadori, 1935.
- L'ordinamento corporativo, Collezione Panorami di vita fascista, Milano, Mondadori, 1936.
- La carta della scuola, Milano, Mondadori, 1939.
- Quaderno affricano, Sansoni, Firenze, 1939; riedizione, Firenze, Giunti Editore, 1995, ISBN 88-09-20618-5.
- La nuova scuola media, Firenze, Sansoni, 1941.
- Fronte dell'arte, Firenze, Vallecchi, 1943.
- Vent'anni e un giorno (24 luglio 1943), Garzanti, Milano, 1949 , 1977 ( con prefazione di Giordano Bruno Guerri)
- Legione è il mio nome, Garzanti, Milano 1950; ripubblicato come Legione è il mio nome: il coraggioso epilogo di un gerarca del fascismo (I memoriali), con inediti, a cura di Marcello Staglieno, Pavia, Gianni Juculano, 1999.
- Scritti, a cura di Bartolozzi e Del Giudice, Cappelli, Bologna, 1965.
- Diario 1935-1944, a cura di Giordano Bruno Guerri, Collana Storica Rizzoli, Milano, Rizzoli, 1982, ISBN 88-17-86643-1.
- Diario 1944-1948, a cura di Giordano Bruno Guerri, Collana Storica Rizzoli, Milano, Rizzoli, 1988, ISBN 88-17-12745-0.
- G. Bottai-Don Giuseppe De Luca, Carteggio 1940-1957, a cura di Renzo De Felice e Renato Moro, Roma, Edizione di Storia e Letteratura, 1989.
- La politica delle arti: scritti 1918-1943, Roma, Editalia, 1992; Presentazione di Sandro Bondi, Introduzione e cura di Alessandro Masi, Roma, Libreria dello Stato, 2009.
- Quaderni giovanili 1915-1920, Introduzione di Stefano Mecatti, Milano, Fondazione Arnoldo e Alberto Mondadori, 1996.

## Nella cultura di massa
- Nella serie tv del 2024 La lunga notte - La caduta del Duce Giuseppe Bottai è interpretato da Daniele Natali.